# Дженкинсон, Энтони
Энтони Дженкинсон (англ. Anthony Jenkinson; 8 октября 1529—1610/1611) — английский дипломат, купец и путешественник, первый полномочный посол Англии в Московском царстве. Он четырежды, с 1557 по 1571 год, в качестве посла английских государей и представителя торговой Московской компании, побывал на землях Московского царя. Также через Каспийское море посещал средневековые государства Центральной Азии и Персии. Родоначальник лордов Ливерпуль.

## История

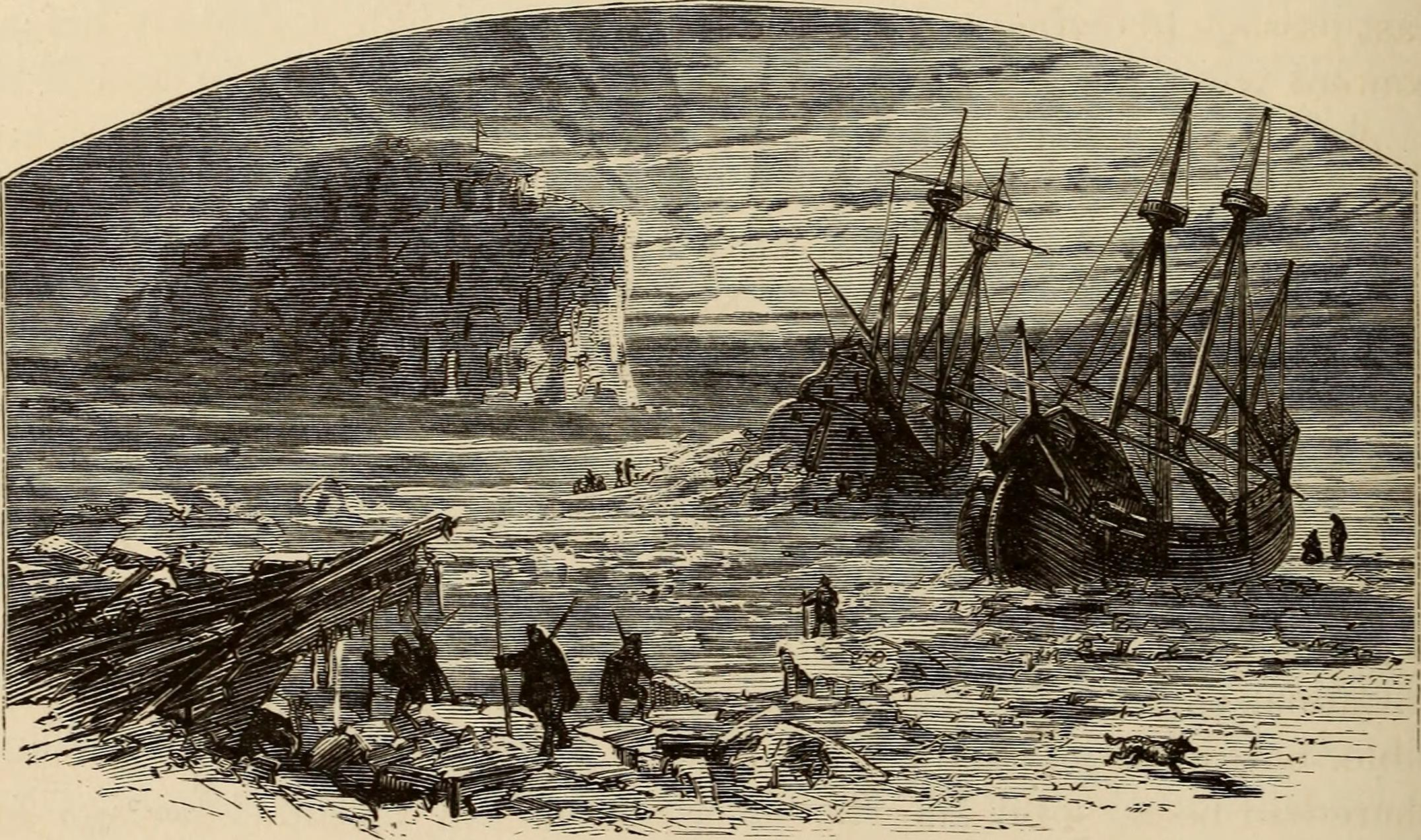
Корабли Хью Уиллоби в Арктике, гравюра 1876 г.

После гибели первого посланника британской короны капитана Ричарда Ченслера, осенью 1556 года королева Мария Тюдор направила Дженкинсона в качестве официального посла в Москву. В следующем 1557 году именно Дженкинсон на борту своего корабля «Примроуз» (англ. Primrose) доставил в Московию Осипа Григорьевича Непею, первого московского посланника, побывавшего на Британских островах. Вместе с посланником, на корабле доставлены были две грамоты, богатые подарки, в том числе живые лев и львица, а также ценные специалисты, в том числе врач и аптекарь. В 1557 и 1561 годах, когда переговоры с царём Иваном IV велись уже от имени Елизаветы I, главной задачей Дженкинсона было получить охранные грамоты и право на беспрепятственный путь по Волге до Каспийского моря.
Дженкинсон представлял английскую корону при Иване Грозном (именно через Дженкинсона осуществлялась переписка между царём Иваном IV и королевой Елизаветой I). Также Дженкинсон представлял английскую Московскую компанию, основанную в 1555 году в Лондоне, руководство которой было поручено возглавить мореплавателю Себастьяну Каботу. Эта компания обладала монопольным правом на торговлю в Русском царстве. Предпосылкой последующих странствий Дженкинсона стало намерение англичан найти судоходный путь в Индию и Китай для развития торговых связей.

## Экспедиции Дженкинсона

#### Путешествие в Московское царство (1557 год)
Путешествие Дженкинсона началось 12 мая 1557 года, когда он на одном из четырёх торговых кораблей («Примроз», «Иоанн Евангелист», «Анна», «Троица») отбыл из Граузенда, обогнул северное побережье Скандинавии и вошёл в устье Северной Двины у острова Ягры, в районе Северодвинска, где англичане торговой «Московской компании» основали свою факторию — порт Святого Николая. Далее через Холмогоры, по реке Двине он проплыл город Великий Устюг, Пермь с Вологдой и, наконец, достиг Москвы, где 6 декабря 1557 года был приглашён ко двору Ивана Грозного.
Кубок-рассольник, вручённый в качестве дара послом Дженкинсоном царю Ивану Грозному, выставлен в экспозиции Оружейной палаты (зал 5, витрина 31).

#### Путешествие из Москвы в Бухару (1558 год)
В 1558 году Дженкинсон выехал из Москвы и совершил путешествие по рекам Ока и Волга до Астрахани, затем пересёк Каспийское море и вошёл в Мангышлакский залив, где сошёл на берег п-ва Мангышлак. Целью его было добраться до Бухары, но из-за враждебности местных жителей ему не удалось выполнить свою миссию. Для плавания по Каспию Дженкинсон купил в Астрахани бус — остроносое, круглодонное судно грузоподъёмностью более 200 тонн и перевёз на нём груз, для которого потребовался караван в 1000 верблюдов.
Первое торговое предприятие на Каспийское море, совершено англичанами, которые отыскивая ближайший и выгодный путь в Индию в 1558 году, отправили из Астрахани на восточный берег известного Дженкинсона. Вышел на берег в старом Мангишлаке, иначе Сарташем (Пристань Сарташ получила наименование от небольшого Восточный Каратау и далее к узловой точке у родника Четпе), называемом и лежащем при входе в залив Кочак, Дженкинсон ездил в Бухару, но, столкнувшись с рядом серьёзных препятствий и угроз от отдельных групп степных кочевников, он возвратился, не достигнув поставленной цели. Англичане не были остановлены сею неудачею и впоследствии неоднократно пытались утвердить торговлю на западных и южных берегах Каспийского моря: бунты казаков, морские разбои и другие несчастные случаи постоянно разрушали их намерения. (Записки Императорского русского географического общества, 1883 г. Том 10, стр. 435)

#### Путешествие в Персию (1561—1564 годы)
В мае 1561 года Дженкинсон на корабле «Swallow» отправился из «Граузенда» в Московское царство и в июле прибыл в порт Св. Николая. 8 августа достиг Вологды, где задержался на несколько дней, и 20 августа прибыл в Москву, где и остался на полгода. 27 апреля 1562 года выехал из Москвы и далее вниз по реке Волге до Астрахани, куда добрался 10 июня. При пересечении Каспийского моря на корабль налетела буря, но тем не менее, 3 августа Дженкинсон благополучно достиг Дербента, где позже имел аудиенцию с правителем Абдул-ханом. Посетил регион Ширван, всю зиму провёл в Казвине, весной был в Шемахе. 30 мая вернулся морским путём обратно в Астрахань, потом отправился вверх по Волге до Казани, откуда его сопроводили до Москвы, куда он приехал 20 августа 1563 года. Следующий год он провёл в Москве и 28 сентября 1564 года благополучно прибыл в Лондон.

#### Путешествие в Московское царство (1571—1572 годы)
В 1571 году Дженкинсон на двух кораблях «Swallow» и «Наrrу» покинул Великобританию и 26 июля прибыл в залив Св. Николая с целью от имени английской королевы Елизаветы I продлить торговые соглашения. После шестимесячной задержки в Холмогорах из-за чумы Дженкинсон прибыл в Москву в мае 1572 года.

## Карта Руси, Московии и Татарии
Дженкинсон оказался первым западноевропейским путешественником, описавшим побережье Каспийского моря и южные государства Центральной Азии во время своей экспедиции в Бухару в 1558—1560 годах. Результатом этих наблюдений стали не только официальные отчёты, но и самая подробная на тот момент карта Русского царства, Каспийского моря и Центральной Азии, изданная в Лондоне в 1562 году под названием «Описание Руси, Московии и Татарии. Автор Антоний Дженкинсон Английский, издана в Лондоне в год 1562. Посвящена карта его сиятельству Генриху Сиднею, Президенту Валлийскому. С Привилегией», пролившая свет на почти недоступные для европейцев области в сердце Евразии.
В течение более чем четырёх столетий подлинная карта считалась утерянной, и учёные могли исследовать только существующие изображения в атласах Абрахама Ортелия «Theatrum Orbis Terrarum» и изданиях Корнелиса де Йоде. В 1987 году оригинальная карта была приобретена от частного владельца Библиотекой картографических изданий Вроцлавского университета и представлена на 13-й Международной конференции по истории картографии, состоявшейся в Амстердаме в 1989 году.

Под картушем с названием карты и именами авторов размещен картуш, на котором указан титул Ивана Васильевича: “Johannes Basilius Dei gratia, Magnus Imperator totius Ruβiae, Magnus Dux Vladimiriae, Moscoviae, Nouogardiae, Imperator Astrachaniae atque Liuoniae, magnus Dux Plasrouiae, Smolenciae, Tueriae, Iogoriae, Permiae, Viatiae, Bolgoriae, etc. Imperator et magnus Dux Nouogardiae Niuociorum, Chernigouiae, Rezaniae, Volotiae, Erzeuiae, Bieliae, Jaroslauiae, Belozeriae, Vdoriae, Obdoriae, Condiniae, et aliarum multarum regionum Imperator atque …(?)totius Septentrionis dominus”.

Первая карта Энтони Дженкинсона 1562 года.
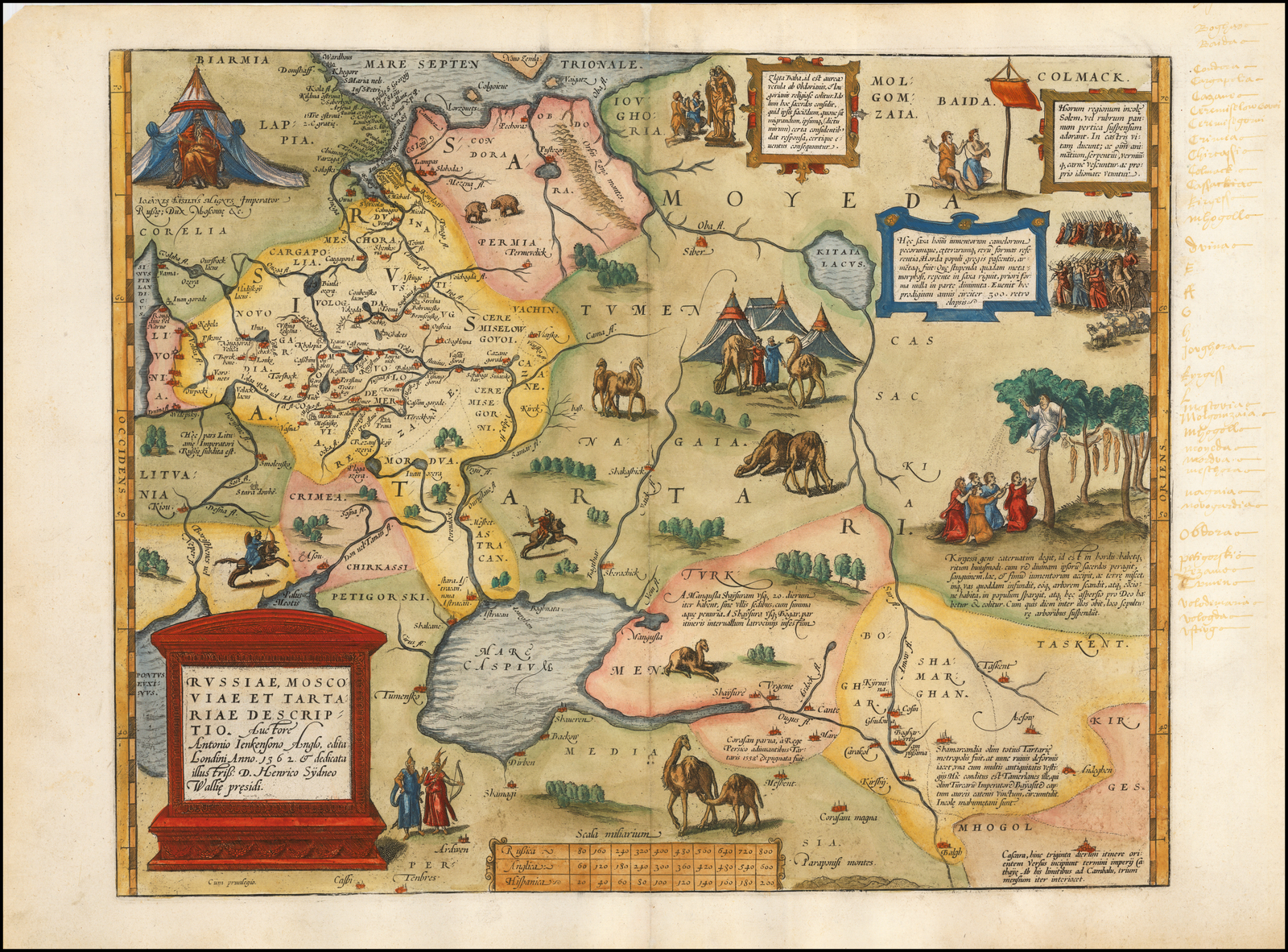
Карта Абрахама Ортелия 1570 года, основана на карте Дженкинсона 1562 г.
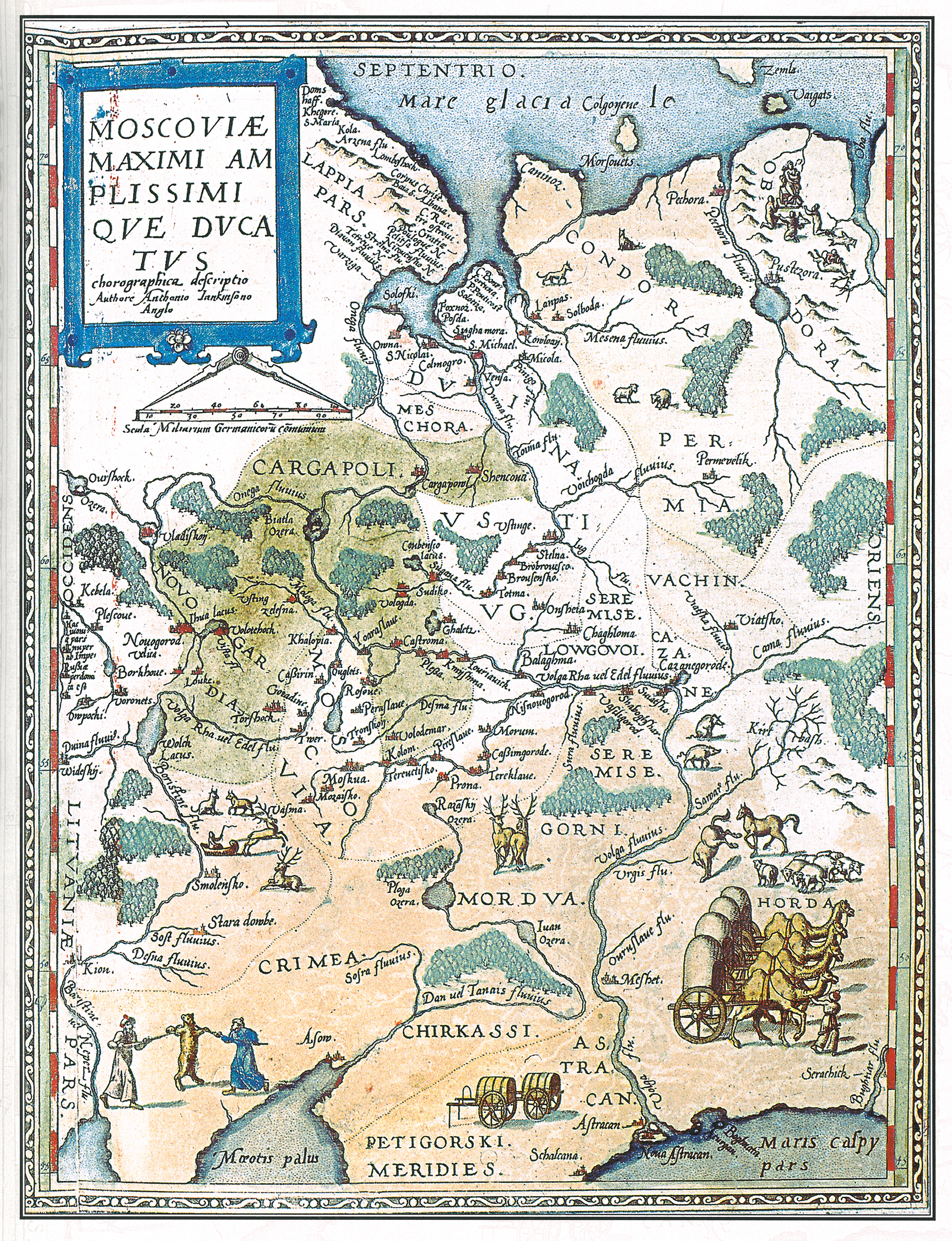
Карта Корнелиса де Йоде 1593 года, основана на карте Дженкинсона 1562 г